# Lökholm, Nagu

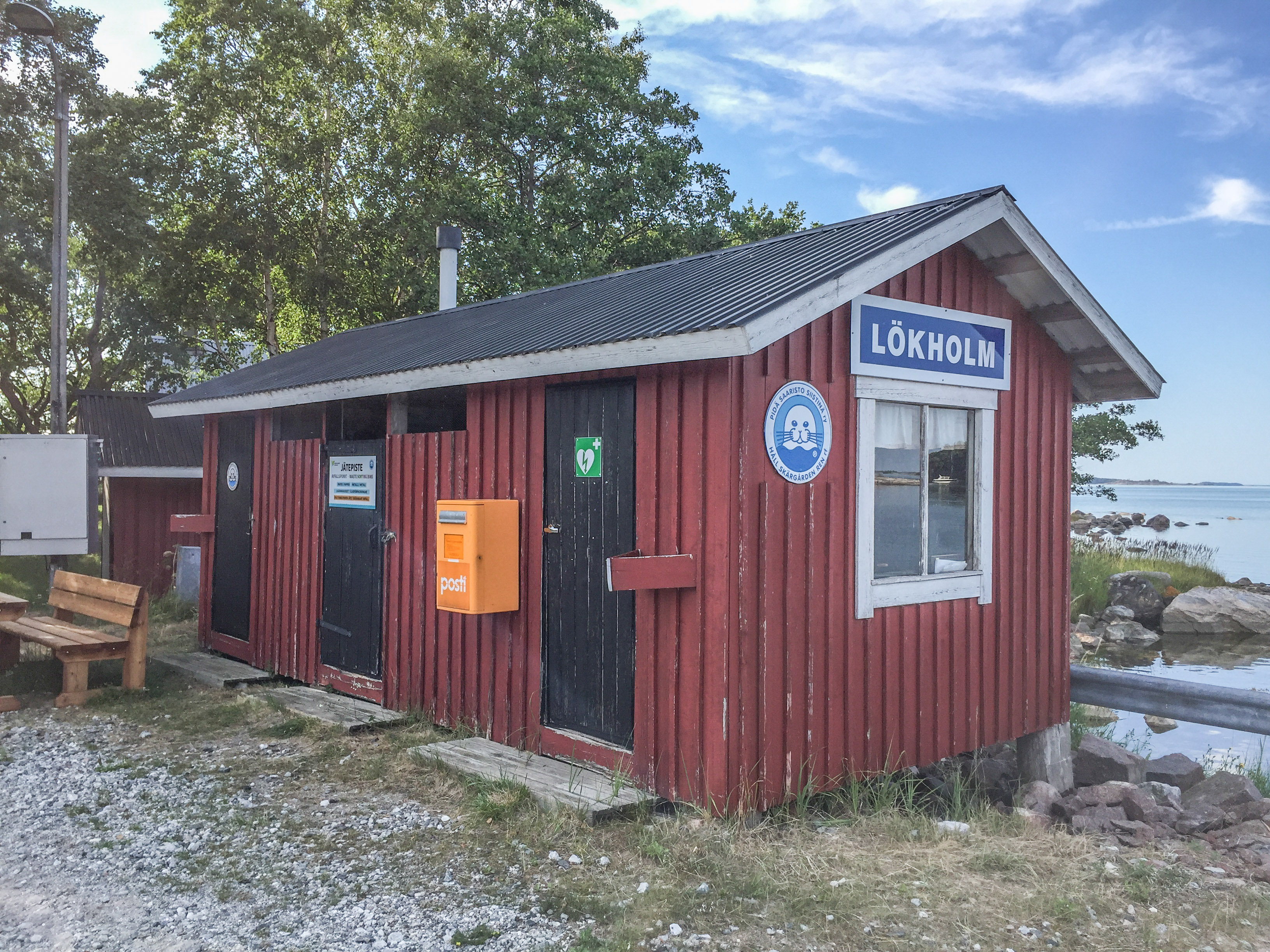
Servicepunkt på Lökholm vid förbindelsebåtsbryggan

Lökholm med Gunisören är en ö i Finland. Den ligger i Skärgårdshavet i kommundelen Nagu i Pargas stad stad i den ekonomiska regionen  Åboland i landskapet Egentliga Finland, i den sydvästra delen av landet.  
Ön ligger omkring 7 kilometer nordväst om Borstö, 32 kilometer söder om Nagu kyrka, 63 kilometer söder om Åbo och omkring 170 kilometer väster om Helsingfors. 
Förbindelsebåten M/S Falkö trafikerar Lökholm.
Öns area är 61,4 hektar och dess största längd är 1,3 kilometer i nord-sydlig riktning.

Invånarna på Lökholm har av befolkningen på omgivande öar fått öknamnet ”kalvar”, enligt utsago för att de har ett bräkigt uttal, men antagligen också som en halvt rimmande analogi på Nötös ”vargar”.

På ön verkar sedan år 2022 Lökholm byalag, vilket finns till för att värna om öns intressen.

## Bilder

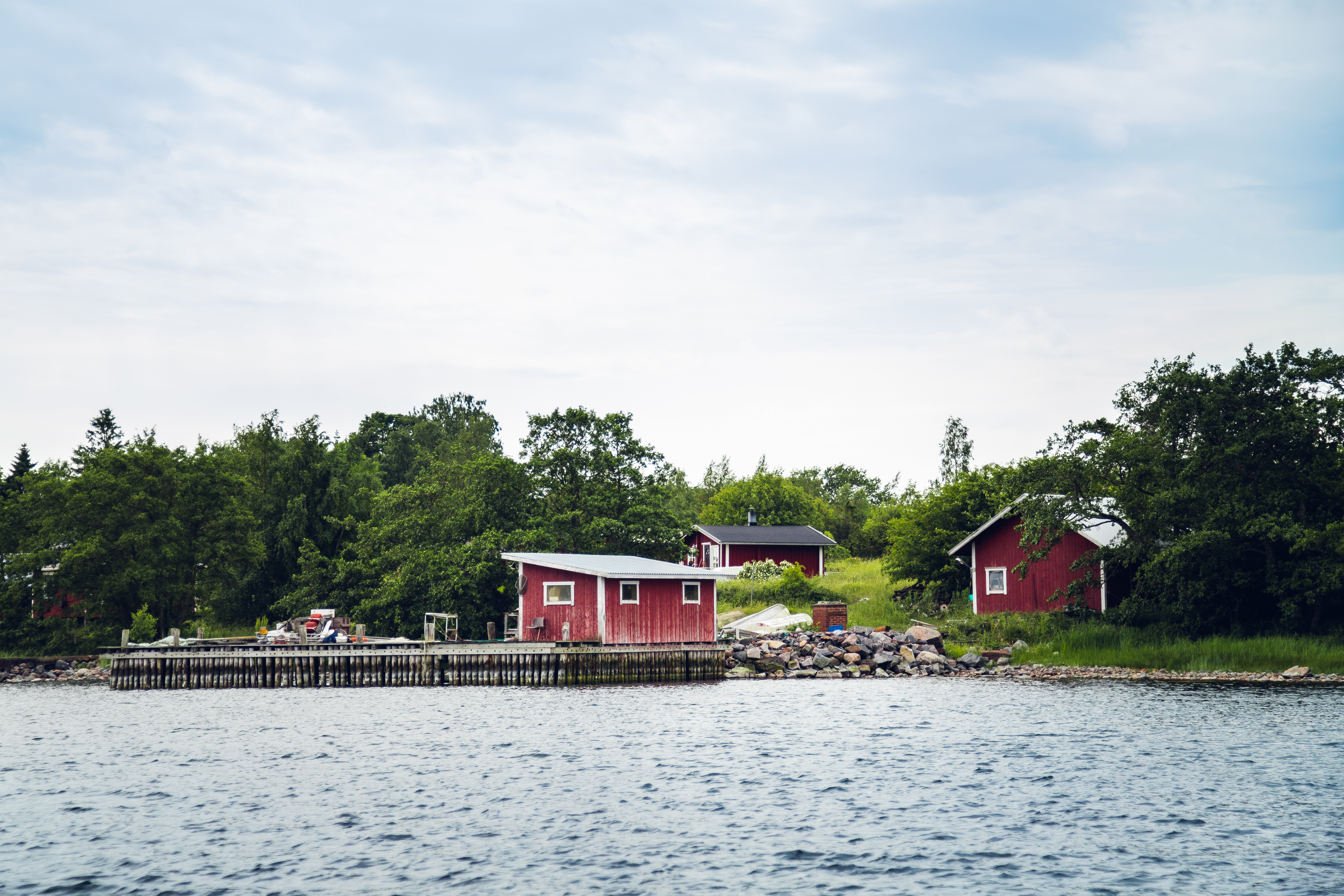
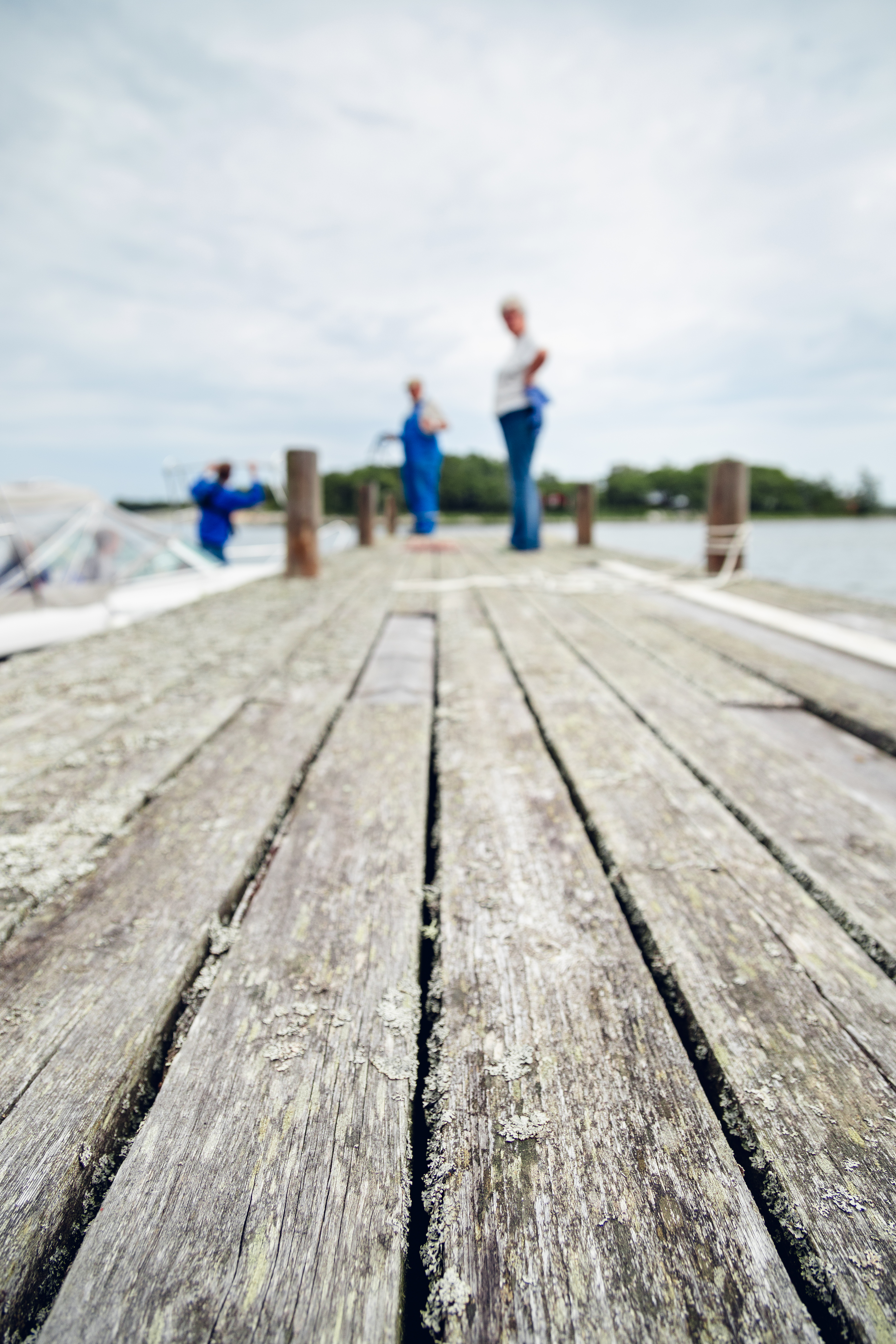
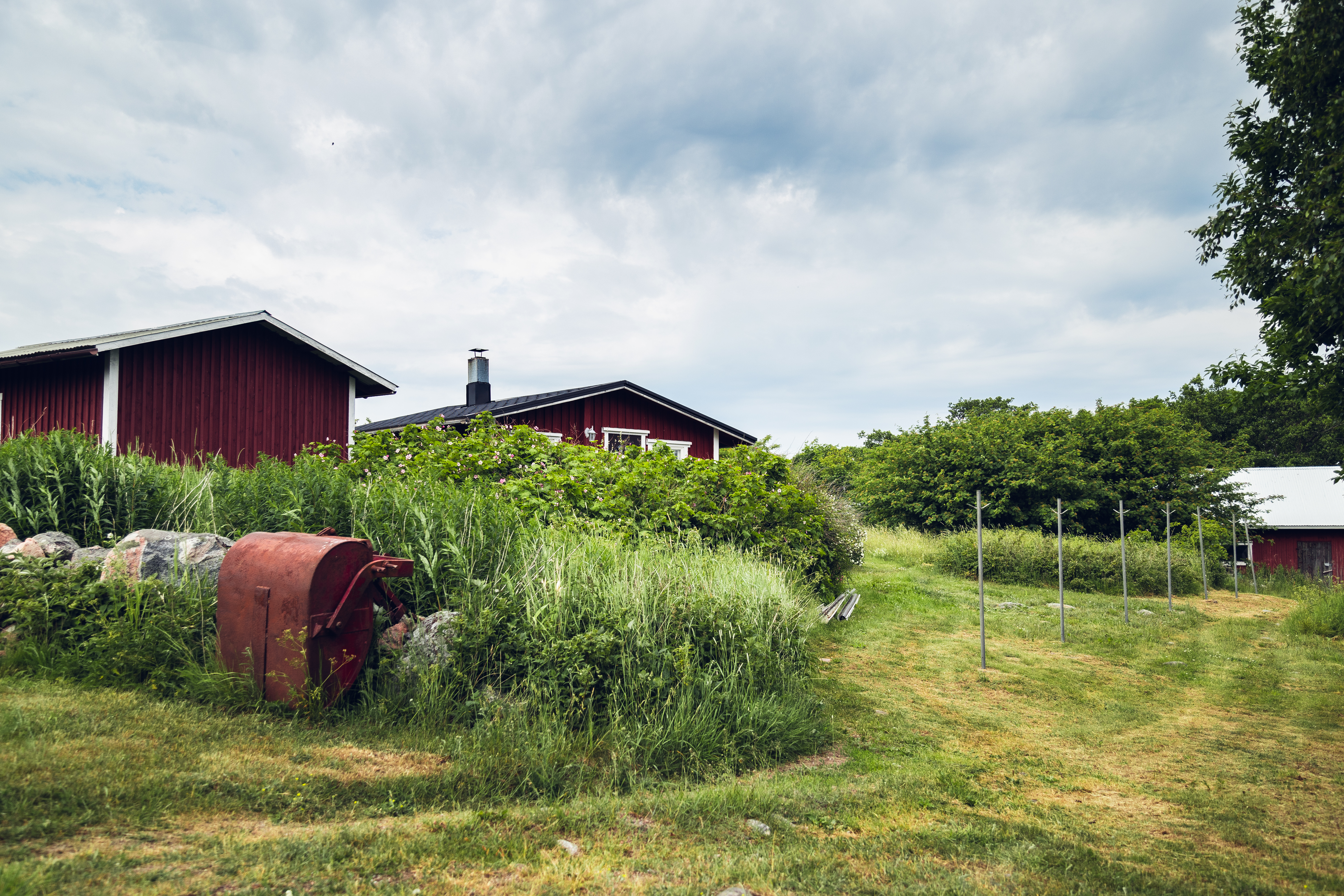
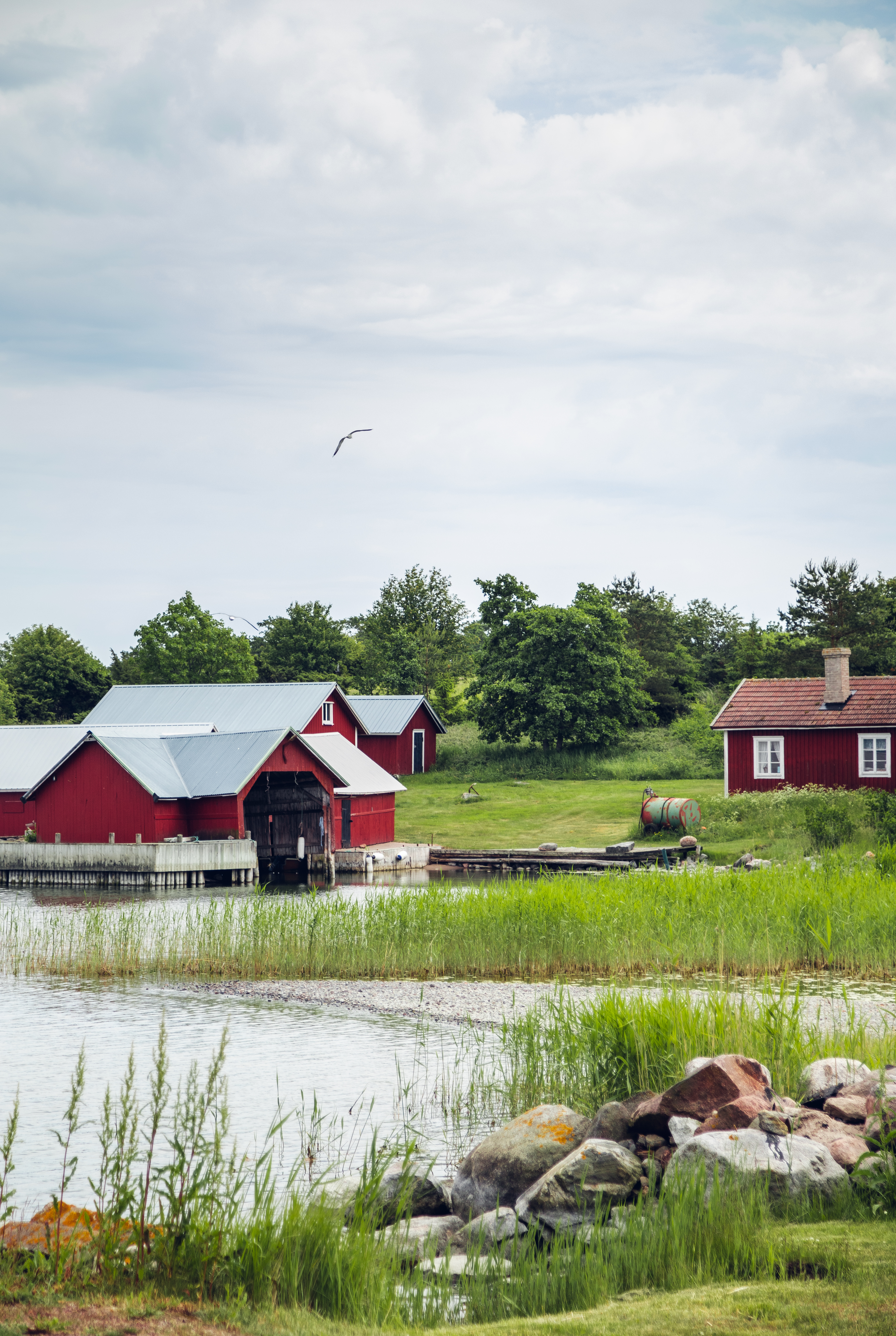

## Delöar och uddar
- Lökholm 59°54′31″N 21°52′40″Ö / 59.90864°N 21.8778°Ö (huvudö)
- Hemskär 59°54′28″N 21°52′19″Ö / 59.90785°N 21.87199°Ö (udde)
- Revudden 59°54′36″N 21°53′09″Ö / 59.90996°N 21.8857°Ö (udde)
- Gunisören 59°54′47″N 21°52′53″Ö / 59.91311°N 21.88151°Ö (delö)